# Тјурин (Џорџија)
Тјурин (Џорџија) (енгл. Turin) град је у америчкој савезној држави Џорџија. По попису становништва из 2010. у њему је живело 274 становника.

## Демографија
Према попису становништва из 2010. у граду је живело 274 становника, што је 109 (66,1%) становника више него 2000. године.
| Група             | 2000.       | 2010.       |
| Белци             | 145 (87,9%) | 245 (89,4%) |
| Афроамериканци    | 18 (10,9%)  | 23 (8,4%)   |
| Азијати           | 0 (0,0%)    | 1 (0,4%)    |
| Хиспаноамериканци | 2 (1,2%)    | 4 (1,5%)    |
| Укупно            | 165         | 274         |